# Colin Ward
Colin Ward (* 14. August 1924 in Wanstead, Essex; † 11. Februar 2010) war ein britischer Schriftsteller. Er wurde als „einer der größten anarchistischen Denker der vergangenen 50 Jahre und Pionier der Sozialgeschichte“ bezeichnet und schrieb vor allem zu den Bereichen Soziologie, Anthropologie, Kybernetik, Pädagogik, Architektur und Stadtplanung, Häuserkampf und kommunales Wasser. Zudem arbeitete er zu Abenteuerspielplätzen und zur Squatter-Bewegung.

## Leben
Colin Ward wurde während seines Dienstes in der British Army im Zweiten Weltkrieg Anarchist. Als Abonnent des War Commentary, des Äquivalents von Freedom während der Kriegszeit, wurde er 1945 von seinem Dienstort Orkney als Zeuge zu einem Prozess gegen die Herausgeber nach London geladen, denen vorgeworfen wurde, einen Artikel veröffentlicht zu haben, der Soldaten zur Vernachlässigung ihrer Pflichten verleiten sollte. Obwohl Ward dieser Darstellung widersprach, wurden die drei Herausgeber – Philip Samson, Vernon Richards und John Hewetson – für schuldig befunden und zu neun Monaten Gefängnis verurteilt.
Von 1947 bis 1960 war er Mitherausgeber der britischen anarchistischen Zeitung Freedom. 1961 gründete er das libertäre Monatsmagazin Anarchy, das er bis 1970 herausgab.
1952 bis 1961 war Colin Ward als Architekt tätig. 1971 wurde er Bildungsbeauftragter der Town and Country Planning Association, der ältesten Umweltorganisation Englands. Er publizierte viel zu Bildung, Architektur und Stadtplanung. Sein einflussreichstes Werk war The Child In The City (1978) über Kinderfolklore.
2001 bekam er von der Anglia Ruskin University die Ehrendoktorwürde der Philosophie verliehen.

## Werk

### Zur Frage des Grundbesitzes
Der Großteil von Wards Werk beschäftigt sich mit ländlichen Siedlungen und dem Problem von Überbevölkerung und Bauregulierung in Großbritannien, zu dem er anarchistische Lösungen präsentierte. Er war ein großer Bewunderer des Architekten Walter Segal, der ein „build-it-yourself“-System in Lewisham entworfen hat. Dieses beinhaltete, dass Land, welches zu klein war oder zu schwieriges Terrain aufwies, an Menschen vergeben wurde, die dort mit Segals Hilfe eigene Häuser bauten. Ward war sehr überzeugt von der Idee des „build it yourself“ als Antwort zum Vorschlag, alle Baubestimmungen aufzugeben, „Ich glaube nicht ans „einfach loslegen“, die Reichen kommen mit Mord durch, wenn dies so passiert. Aber ich will ein Planungssystem, das flexibel genug ist, um Obdachlosen eine Chance zu geben“. In seinem Buch Cotters and Squatters beschreibt Ward die historische Entwicklung informeller Bräuche zum unbefugten Erwerb von Bauland, die sich parallel zum legalen System geformt hatten. Ward beschrieb Traditionen vieler Kulturen wie der walisischen Tradition des Tŷ unnos oder 'Eine-Nacht-Hauses', das auf Gemeinschaftsgrund errichtet wurde.
Ward nahm eine Passage Peter Kropotkins in sein Werk auf, der von der leeren und unbewirtschafteten Landschaft von Surrey und Sussex des späten 19. Jahrhunderts sagte, „in jede Richtung, in die ich spähe, sehe ich aufgegebene Häuschen und ruinierte Obstplantagen, eine ganze verschwundene Bevölkerung“. Ward selbst setzte die Beobachtungen fort. „Genau einhundert Jahre nach dieser Abrechnung waren die Felder wieder leer. Fünfzig Jahre Subvention haben die Eigentümer kultivierbaren Landes durch mechanisierten Anbau zu Millionären gemacht, und wegen der Krise infolge der Überproduktion wurden sie von der Europäischen Kommission dafür belohnt, das Land brach liegen zu lassen. Allerdings waren die Möglichkeiten für die Obdachlosen geringer als jemals zuvor. Erwachsene Kinder lokaler Familien konnten keine eigenen Häuser erwerben.“ Wards Lösung war „dass es in jeder Gemeinde einen Ort für jeden geben sollte, um ein eigenes Haus zu bauen, und es sollte erlaubt sein, dies Stück für Stück zu tun, mit einem einfachen Beginn und Verbesserung der Struktur über die Zeit. Die Idee, dass ein Haus in einem Rutsch gebaut werden muss, bevor Baugenehmigungen und Hypotheken erwirkt werden können, ist lächerlich. Schaut euch die Häuser in den Dörfern an, viele von ihnen haben ihren Character über Jahrhunderte entwickelt - ein bisschen Mittelalter hinter dem Haus mit Erweiterungen aus der Tudor- und georgianischen Zeit.“

### Zum Thema Anarchismus
Wards Philosophie zielt auf die Abschaffung autoritärer Strukturen innerhalb der sozialen Organisation und deren Ersetzung durch selbstorganisierte, hierarchielose Formen. Diese Form des Föderalismus wurde in Teilen von Kropotkin und Proudhon entwickelt und basiert auf dem Prinzip, wie Ward ausführt, dass „in kleinen, überschaubaren Gruppen die allen Organisationen inhärenten bürokratischen und hierarchischen Tendenzen weniger Raum haben“.
Besonders unterstützte Ward das schweizerische System der direkten Demokratie und Kantone, deren Bürger über die sie betreffenden Gesetze teilweise selbst entscheiden.
Er unterstützte die sozialen Ideen des Anarchismus, unter die er autonome Gruppen, spontane Ordnung, Selbstverwaltung durch die Arbeiter, das föderative Prinzip und den Entwurf sozialer Selbstorganisation als Alternative zur autoritären, hierarchischen und institutionalisierten sozialen Philosophie fasste, die er überall wahrnahm. Er berief sich hier auf Peter Kropotkins Ausführungen, neue Formen der Organisation für soziale Funktionen zu finden, die der Staat durch Bürokratie erfülle und war überzeugt, dass bereits geklärt sei, wie diese neuen Formen auszusehen hätten und es nun darauf ankäme, Möglichkeiten zu schaffen, um sie praktisch umzusetzen.

## Schriften
- Anarchism: A Very Short Introduction (2004)
- Cotters and Squatters: The Hidden History of Housing (2004)
- Talking Anarchy (mit David Goodway) (2003)
- The Worldwide one-night house Online verfügbar (2002)
- Reflected in Water: a Crisis of Social Responsibility (1997)
- Freedom to Go: After the Motor Age (1991)
- Talking Houses: 10 Lectures (1990)
- Welcome, Thinner City: Urban Survival in the 1990s (1989)
- The Allotment: Its Landscape and Culture (1988)
- The Child in the Country (1988)
- Chartres: the Making of a Miracle (1986)
- Goodnight Campers! The History of the British Holiday Camp (1986)
- When We Build Again: Let's Have Housing that Works! (1985)
- The Child In The City (1978; dt. Ausgabe: Das Kind in der Stadt, Goverts-Verlag, Frankfurt/Main 1978, übers. v. Ursula von Wiese ISBN 978-3774004870)
- Housing: An Anarchist Approach (1976)
- British School Buildings: Designs and Appraisals 1964-74 (1976)
- Tenants Take Over (1974)
- Utopia (1974)
- Vandalism (1974)
- Anarchy in Action (1973; dt. Ausgabe: Anarchismus in Aktion, Verlag Impuls, Bremen, 1978)
- Streetwork: The Exploding School mit Anthony Fyson (1973)
- Work (1972)

## Zum Autor
- Richer Futures. Fashioning A New Politics (Earthscan, 1999)
- Anarchist Seeds Beneath the Snow von David Goodway (2006)

## Archive
Im Internationalen Institut für Sozialgeschichte (IISG, Amsterdam):
- Anarchia come organizzazione / Colin Ward. Auteur Ward, Colin. Uitgever Milano : Antistato, 1976. Fysieke beschrijving 207 p. Materiaalsoort Boeken en brochures. IISG Plaatsnummer 163/236
- Housing: an anarchist approach / Colin Ward. Auteur Ward, Colin. Uitgever London : Freedom Press, 1976. Fysieke beschrijving 182 p. Materiaalsoort Boeken en brochures. IISG Plaatsnummer 211/196